# Estadi Republicà Tofiq Bahramov
L'Estadi Republicà Tofiq Bahramov (en àzeri Tofiq Bəhramov adına Respublika Stadionu) és un estadi de futbol de la ciutat de Bakú a Azerbaidjan.
És propietat de l'Associació de Federacions de Futbol de l'Azerbaidjan. Hi disputa els seus partits la selecció de futbol de l'Azerbaidjan. Té una capacitat de 31.200 seients, i és l'estadi amb més capacitat del país També hi juga el club FK Qarabağ.
L'estadi fou construït entre els anys 1939 i 1951. La construcció es suspengué durant els anys de la II Guerra Mundial. Fou inaugurat el 16 de setembre de 1951. S'anomenà Estadi Ióssif Stalin entre 1951 i 1956 i Estadi Vladímir Lenin entre 1956 i 1993. Aquest darrer any va rebre el nom de l'àrbitre de futbol Tofiq Bahramov, qui havia mort el mateix any.
El 2011 l'estadi fou arranjat per com a possible seu del Festival de la Cançó d'Eurovisió 2012. Fou inaugurat novament el 16 d'agost de 2012.